# Служба безопасности Исламского государства
Служба безопасности Исламского государства — аппарат разведки и безопасности Исламского государства (ИГ). Термин Диван аль-Амн можно перевести как Бюро безопасности или Управление безопасности. Организация действует в рамках административной структуры Исламского государства с целью поддержания внутренней безопасности и пресечения инакомыслия.
Диван отвечает за охрану внутренней безопасности Исламского государства, за его сохранность от всего, что может очернить его репутацию, за контрразведку и борьбу со шпионскими сетями.

## История и предыстория
Группа Исламское государство возникла в 2006 году из остатков «Аль-Каиды в Ираке». Лидер группы Абу Бакр аль-Багдади заявил о создании халифата, или исламского государства, в некоторых частях Ирака и Сирии, находящихся под контролем группы. Диван аль-Амн был создан для укрепления контроля над территориями, которые группа захватила, и поддержания безопасности на них.
По данным DGSI, «Амният» появился сразу после того, как ИГ объявило о начале халифата, и поддержка и усиление этой структуры является одним из приоритетов боевиков. В функции организации входит «содержание и пытки заложников», «приведение в силу приговоров» и «выявление всех попыток внедрения» в группировку.

## Организация
Диван аль-Амн возглавляет амир, который подчиняется непосредственно общему лидеру Исламского государства. Директор осуществляет надзор за несколькими подразделениями, ответственными за различные аспекты безопасности, включая сбор разведывательных данных, контрразведку, наблюдение и расследования.
Организация имела централизованную структуру со штаб-квартирой в фактической столице Исламского государства Эр-Ракке, Сирия. Она также имела региональные отделения в других городах и провинциях, находящихся под контролем группы.

## Структура
Диван аль-Амн был разделён на несколько подразделений, в том числе:
Внутренняя безопасность: ответственность за поддержание безопасности на территориях, удерживаемых ИГ, и проведение контрразведывательных операций против потенциальных угроз.
Разведка: ответственность за сбор информации о потенциальных целях, включая отдельных лиц и группы, которые представляли угрозу для операций группы.
Борьба с терроризмом: ответственность за проведение операций против соперничающих групп и отдельных лиц.
Тюрьмы: ответственность за управление местами содержания под стражей группы и проведение допросов заключённых.
Средства массовой информации: ответственность за производство и распространение пропаганды ИГ, включая видеоролики, в которых изображены операции группы и представлен искажённый образ жизни под её правлением.

## Активность
Диван аль-Амн отвечает за поддержание безопасности и порядка на территориях Исламского государства. Его деятельность включает в себя мониторинг населения на предмет признаков инакомысления или оппозиции, расследование подозреваемых предателей или информаторов и подавление любой формы сопротивления или восстания.
Диван аль-Амн провёл ряд акций в поддержку целей ИГ. К ним относятся:
Убийства: Диван аль-Амн несёт ответственность за совершение убийств лиц, которые считаются угрозами для группы, включая политических и религиозных лидеров, а также членов соперничающих групп.
Операции по обеспечению безопасности: Департамент проводил операции по обеспечению безопасности, включая контрольно-пропускные пункты и рейды, чтобы сохранить контроль над районами, находящимися под контролем ИГ.
Пропаганда: Диван аль-Амн сыграл ключевую роль в производстве и распространении пропагандистских видеороликов, которые изображали операции группы и представляли искажённый образ жизни под её правлением.
Служба также участвовала в совершении нападений на врагов группы, как внутри, так и за пределами территорий Исламского государства. Она была причастна к нескольким громким террористическим нападениям, включая теракты в Париже в ноябре 2015 года, в результате которых погибли 130 человек, и взрывы в Брюсселе в марте 2016 года, в результате которых погибли 32 человека.

## Критика
Жестокая тактика Исламского государства, включая широко распространённое насилие в отношении гражданских лиц и проведение публичных казней, вызвала широкое осуждение со стороны международного сообщества. Диван аль-Амн был замешан в многочисленных нарушениях прав человека, включая пытки, произвольные задержания и внесудебные казни.
Неизбирательные нападения группы на гражданских лиц и некомбатантов были описаны международными правозащитными организациями как военные преступления и преступления против человечности.